# Bruty
Bruty (in ungherese Bart, in tedesco Barth) è un comune della Slovacchia facente parte del distretto di Nové Zámky, nella regione di Nitra.